# Éléonore xứ Provence
Éléonore xứ Provence (1223 – 24/25 tháng 6 năm 1291) là một nữ quý tộc người Pháp, người đã trở Vương hậu Anh với tư cách là vợ của Vua Henry III từ năm 1236 cho đến 1272. Bà giữ chức nhiếp chính của Anh trong thời gian vắng mặt của vua vào năm 1253.
Mặc dù hoàn toàn hết lòng vì chồng và hết lòng bảo vệ ông trước kẻ phản loạn Simon xứ Montfort, Bá tước thứ 6 xứ Leicester, nhưng bà lại bị người dân London rất căm ghét. Điều này là do bà đã mang theo nhiều người thân của mình đến Anh trong đoàn tùy tùng của mình; những người này được gọi là "Savoyards", và họ được trao những vị trí có ảnh hưởng trong chính phủ và vương quốc Anh. Trong một lần, sà lan của Éléonore bị tấn công bởi những người London giận dữ. Họ thậm chí ném vào người bà đá, bùn, mảnh lát, trứng thối và rau.
Éléonore có năm người con, bao gồm cả Vua Edward I tương lai của Anh. Bà cũng nổi tiếng về sự thông minh, khéo léo trong việc làm thơ và là một nhà lãnh đạo giỏi trong lĩnh vực thời trang, làm đẹp.

## Cuộc sống tuổi thơ
Sinh ra tại thành phố Aix-en-Provence ở miền nam nước Pháp, bà là con gái thứ hai của Ramon Berenguer IV, Bá tước xứ Provence (1198–1245) và Béatrice xứ Savoie, Bá tước phu nhân xứ Provence (1198–1267), con gái của Thomas I xứ Savoy và vợ ông, Marguerite xứ Genève. Khi còn nhỏ, bà được giáo dục tốt và phát triển niềm yêu thích đọc sách. Ba chị em gái của bà cũng kết hôn với các vị vua khác.Sau khi chị gái bà là Marguerite kết hôn với Louis IX của Pháp, cậu ruột của họ là William đã trao đổi thư từ với Henry III của Anh để thuyết phục ông kết hôn với Éléonore. Henry đã tìm kiếm của hồi môn lên đến hai mươi nghìn chỉ bạc để bù đắp số hồi môn mà ông vừa trả cho em gái Isabella, nhưng cha của Éléonore đã có thể thương lượng điều này xuống không có của hồi môn, chỉ cần một lời hứa để lại cho bà mười nghìn khi ông chết. Giống như mẹ, bà và các chị em của mình, Éléonore nổi tiếng với vẻ đẹp sắc sảo. Bà được miêu tả là một cô gái tóc nâu đen với đôi mắt đẹp. Piers Langtoft nói về bà là "Con gái của erle, may mắn nhất của cuộc đời".Vào ngày 22 tháng 6 năm 1235, Éléonore được hứa hôn với Vua Henry III (1207–1272). Éléonore có lẽ sinh muộn nhất vào năm 1223; Matthew Paris mô tả bà là "jamque duodennem" (đã 12 tuổi) khi bà đến Vương quốc Anh để kết hôn.

## Làm vương hậu

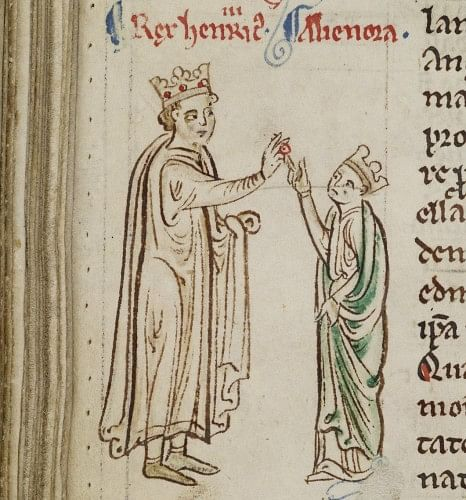
Đám cưới của Éléonore và Henry III được Matthew Paris miêu tả vào những năm 1250

Éléonore đã kết hôn với Vua Henry III của Anh vào ngày 14 tháng 1 năm 1236. Bà chưa bao giờ gặp Henry trước đám cưới ở Nhà thờ Canterbury và cũng chưa bao giờ đặt chân đến vương quốc này.Edmund Rich, Tổng giám mục Canterbury là người đã chính thức làm lễ. Bà diện một chiếc váy vàng lấp lánh bó sát ở eo và loe ra những nếp gấp rộng ở chân. Tay áo dài và được lót bằng ermine.Sau khi đi đến London cùng ngày, nơi một đám rước công dân chào đón cặp cô dâu, Éléonore được trao vương miện vương hậu Anh trong một buổi lễ tại Tu viện Westminster, sau đó là một bữa tiệc hoành tráng với sự tham dự đầy đủ của giới quý tộc.Tình yêu của bà dành cho chồng được cải thiện đáng kể từ năm 1236 trở đi.

### Chuyện ít biết
Éléonore là một vương hậu và là một phụ tá trung thành với Henry, nhưng bà đã mang theo tùy tùng của mình một số lượng lớn các chú và anh chị em họ, "những người Savoy", và ảnh hưởng của bà với Nhà vua và sự không được ưa chuộng của bà với các nam tước người Anh đã tạo ra xích mích trong thời kỳ trị vì của Henry.Cậu ruột của bà, William xứ Savoy, trở thành cố vấn thân cận của chồng bà, làm mất lòng người dân và các nam tước người Anh.

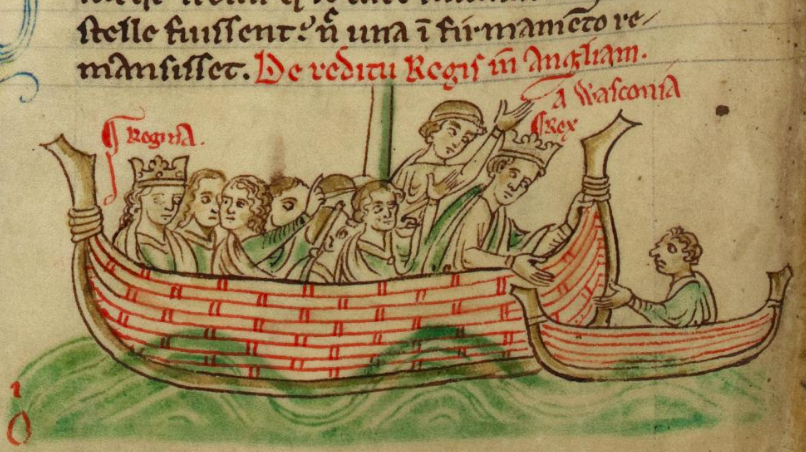
Éléonore (trái) và Henry III trở về từ Gascony, bởi Matthew Paris

Mặc dù đôi khi Éléonore và Henry ủng hộ các phe phái khác nhau, nhưng bà đã được phong làm nhiếp chính của Anh khi chồng bà rời đến Gascony vào năm 1253. Éléonore hết lòng vì sự nghiệp của chồng, kiên quyết đấu tranh với Simon de Montfort, và nuôi quân ở Pháp vì sự nghiệp của Henry.
Vào ngày 13 tháng 7 năm 1263, khi bà đang đi thuyền xuống sông Thames thì sà lan của bà bị tấn công bởi các công dân của London.Éléonore ghét sâu sắc những người London, những người đã đáp trả lại sự căm thù của bà. Để trả thù cho sự không ưa của họ, Éléonore đã yêu cầu từ thành phố tất cả các khoản trả lại do cống nạp tiền tệ được gọi là vàng nữ hoàng, mà bà nhận được một phần mười của tất cả các khoản tiền phạt dành cho Vương miện. Ngoài vàng nữ hoàng, các khoản tiền phạt khác như vậy đã được vương hậu đánh vào các công dân theo loại tiền mỏng nhất.Trong nỗi sợ hãi ảnh hưởng đến tính mạng của mình khi bị ném đá, mảnh gạch rời, bùn khô, trứng thối và rau, Éléonore đã được Thomas Fitzthomas, Thị trưởng London giải cứu và trú ẩn tại nhà giám mục của London.

## Làm thái hậu và qua đời
Năm 1272, Henry qua đời, và con trai của bà là Edward, 33 tuổi, trở thành vua của nước Anh. Bà ở lại Anh với tư cách là thái hậu, và nuôi dạy một số cháu của bà - Henry, Éléonore, và John. Khi cháu trai Henry của bà qua đời dưới sự chăm sóc của bà khi mới 6 tuổi vào năm 1274, Éléonore đã để tang và ra lệnh cho trái tim của cậu được chôn cất tại tư viện ở Guildford mà bà đã thành lập để tưởng nhớ. Vào tháng 1 năm 1275, bà đã trục xuất người Do Thái khỏi tất cả các vùng đất của mình. Hai người con gái còn lại của Éléonore qua đời vào năm 1275, Margaret vào ngày 26 tháng 2 và Beatrice vào ngày 24 tháng 3.  
Bà nghỉ hưu vào năm 1286 tại Tu viện Amesbury ở Wiltshire, cách Salisbury tám dặm về phía bắc, nơi bà được con trai mình, Vua Edward đến thăm. Hai trong số các cháu gái của bà - Mary xứ Woodstock (con gái của Edward) và Éléonore xứ Brittany - đã là các nữ tu ở đó, cả hai người đều vào khi lên bảy tuổi.
Éléonore qua đời vào ngày 25 tháng 6 năm 1291 tại tu viện và được chôn cất ở đó. Vị trí ngôi mộ của bà vẫn chưa được xác định, khiến bà trở thành vương hậu Anh duy nhất không có mộ được đánh dấu. Trái tim của bà đã được đưa đến London, nơi nó được chôn cất tại tu viện Greyfriars của dòng Franciscan.

## Văn hoá quần chúng
Éléonore nổi tiếng về học thức, sự thông minh và kỹ năng làm thơ, cũng như vẻ đẹp của bà. Bà cũng được biết đến là người đi đầu trong lĩnh vực thời trang, khi liên tục cho nhập quần áo từ Pháp. Bà thường mặc những chiếc áo dài màu ghi (một loại áo dài), đeo những chiếc vòng bằng vàng hoặc bạc có găm vào một con dao găm, bà cũng thích gấm hoa bằng lụa đỏ, và trang trí bằng giấy quatrefoil mạ vàng. Và để che đi mái tóc sẫm màu của mình, bà đội những chiếc mũ hộp đựng thuốc sang trọng. Éléonore đã giới thiệu một loại bông lau mới cho nước Anh, loại bông này có dạng cao, "trong đó đầu cúi xuống cho đến khi khuôn mặt giống như một bông hoa đang bao phủ".
Bà đã yêu thích các bài hát của những người hát rong từ khi còn nhỏ và khi lớn vẫn tiếp tục niềm yêu thích này. Bà mua nhiều sách lịch sử và lãng mạn, bao gồm những câu chuyện từ thời cổ đại đến những mối tình đương đại được viết trong thời kỳ (thế kỷ 13).
Éléonore là nhân vật chính của The Queen From Provence (Vương hậu đến từ Provence), một câu chuyện tình lãng mạn lịch sử của tiểu thuyết gia người Anh Jean Plaidy được xuất bản năm 1979. Éléonore cũng là nhân vật chính trong tiểu thuyết Four Sisters, All Queens (Bốn chị em, bốn vương hậu) của tác giả Sherry Jones, cũng như tiểu thuyết The Sister Queens (Những chị em Vương hậu) của Sophie Perinot, và "My Fair Lady: A Story of Henry III's Lost Queen" (Cô nàng sợ hãi của tôi: Câu chuyện về Vương hậu bị lãng quên của vua Henry III) của JP Reedman. Bà cũng là chủ đề của ban nhạc metal Symphonic của Na Uy, Leave's Eyes trong bài hát "Eleonore De Provence" trong album Symphonies of the Night của họ.

## Hậu duệ
Éléonore và Henry đã có với nhau 5 người con. Éléonore dường như có sự quan tâm chăm sóc đặc biệt dành cho con trai cả của mình, Edward. Khi ông lâm bệnh vào năm 1246, bà đã ở lại với con mình tại tu viện ở Beaulieu ở Hampshire trong ba tuần, quá lâu so với thời gian quy định của tu viện cho phép.Chính vì ảnh hưởng của bà mà Vua Henry đã trao công quốc Gascony cho Edward vào năm 1249. Đứa con út của bà, Katherine dường như đã mắc một căn bệnh thoái hóa khiến cô bị điếc. Khi cô con gái nhỏ qua đời ở tuổi lên ba, cả cha và mẹ của cô đều vô cùng đau buồn. Éléonore có thể có bốn người con trai khác cũng chết trong thời thơ ấu, nhưng sự tồn tại của họ là điều đáng nghi ngờ vì không có tài liệu hiện đại nào về họ. Cho đến cuối thế kỷ 20, các nhà sử học cũng chấp nhận sự tồn tại của bốn đứa trẻ khác, Richard (mất ngày 29 tháng 8 năm 1250), John (mất. 1250 - mất ngày 31 tháng 8 năm 1252), William (mất năm 1256) và Henry (mất tháng 5 năm 1260 hoặc mất ngày 10 tháng 10 năm 1260). Phân tích lịch sử sau đó đã chỉ ra rằng không thể có chuyện những đứa trẻ này tồn tại, và các nhà sử học như Huw Ridgeway và Margaret Howell kết luận rằng Henry và Éléonore chỉ có 5 người con. Năm người này — Edward, Margaret, Beatrice, Edmund và Katherine — được ghi chép rõ ràng trong nhiều tài khoản biên niên sử và tài chính từ thời trị vì của Henry. Ghi chép duy nhất về Richard, John, William và Henry nằm trong bản thảo Flores Historiarum, nhưng các chi tiết dường như đã được thêm vào tài liệu gốc thứ 13 trong thế kỷ tiếp theo, mặc dù có thể là thiện chí. Không thể loại trừ hoàn toàn khả năng những đứa trẻ tồn tại nhưng những bằng chứng khác về sự tồn tại của chúng đã bị dập tắt, có thể là do bị tàn tật, hoặc đều bị sẩy thai hoặc vẫn còn sinh.
1. Edward I (1239–1307), kết hôn với Leonor xứ Castile (1241–1290) vào năm 1254, có hậu duệ, bao gồm cả người thừa kế[18] Edward II. Người vợ thứ hai của ông là Marguerite của Pháp, cũng có hậu duệ.[18]
2. Margaret (1240–1275), kết hôn với Vua Alexander III của Scotland, có hậu duệ.[18]
3. Beatrice (1242–1275), kết hôn với John II, Công tước xứ Brittany, có hậu duệ.[18]
4. Edmund Crouchback, Bá tước xứ Lancaster (1245–1296), kết hôn với Aveline de Forz vào năm 1269, người đã qua đời bốn năm sau đó mà không có hậu duệ; kết hôn lần 2 với Blanche xứ Artois vào năm 1276, có hậu duệ.
5. Katherine (25 tháng 11 năm 1253 - 3 tháng 5 năm 1257)[18]